# Microtermes
Microtermes es un género de termitas  perteneciente a la familia Termitidae que tiene las siguientes especies:
1. Microtermes aethiopicus
2. Microtermes albinotus
3. Microtermes albopartitus
4. Microtermes alluaudanus
5. Microtermes aluco
6. Microtermes anandi
7. Microtermes baginei
8. Microtermes bharatpurensis
9. Microtermes calvus
10. Microtermes cheberensis
11. Microtermes chomaensis
12. Microtermes congoensis
13. Microtermes darlingtonae
14. Microtermes dimorphus
15. Microtermes divellens
16. Microtermes dubius
17. Microtermes edwini
18. Microtermes etiolatus
19. Microtermes feae
20. Microtermes havilandi
21. Microtermes hollandi
22. Microtermes imphalensis
23. Microtermes incertoides
24. Microtermes incertus
25. Microtermes insperatus
26. Microtermes jacobsoni
27. Microtermes kairoonae
28. Microtermes kasaiensis
29. Microtermes kauderni
30. Microtermes lepidus
31. Microtermes logani
32. Microtermes lokoriensis
33. Microtermes lounsburyi
34. Microtermes luteus
35. Microtermes macronotus
36. Microtermes madagascariensis
37. Microtermes magnocellus
38. Microtermes mangzhuangensis
39. Microtermes mariae
40. Microtermes menglunensis
41. Microtermes mengpengensis
42. Microtermes microthorax
43. Microtermes mokeetsei
44. Microtermes mycophagus
45. Microtermes najdensis
46. Microtermes obesi
47. Microtermes occidentalis
48. Microtermes osborni
49. Microtermes pallidiventris
50. Microtermes pallidus
51. Microtermes problematicus
52. Microtermes pusillus
53. Microtermes redenianus
54. Microtermes sakalava
55. Microtermes sindensis
56. Microtermes sjostedti
57. Microtermes somaliensis
58. Microtermes subhyalinus
59. Microtermes tenuis
60. Microtermes thoracalis
61. Microtermes toumodiensis
62. Microtermes tragardhi
63. Microtermes unicolor
64. Microtermes upembae
65. Microtermes usambaricus
66. Microtermes vadschaggae
67. Microtermes yemenensis